# Червен-Брег
Червен-Брег (болг. Червен брег) — село в Болгарии. Находится в Кюстендилской области, входит в общину Дупница. Население составляет 1 235 человек.

## Политическая ситуация
В местном кметстве Червен-Брег, в состав которого входит Червен-Брег, должность кмета (старосты) исполняет Александр  Райчев Мавров (коалиция в составе 5 партий: Евророма, Земледельческий народный союз (ЗНС), Демократическая партия (ДП), Союз свободной демократии (ССД), ОДС,СДС) по результатам выборов правления кметства.
Кмет (мэр) общины Дупница — Атанас Александров Янев (независимый) по результатам выборов в правление общины.